# Olympische Winterspiele 1998/Bob
Bei den XVIII. Olympischen Winterspielen 1998 in Nagano fanden zwei Wettbewerbe im Bobfahren statt. Austragungsort war die Bob- und Rodelbahn Spiral im Stadtbezirk Asakawa. Die Bahn war 1360 m lang, überwand eine Höhendifferenz von 113 m und hatte 15 Kurven.

## Bilanz

### Medaillenspiegel
| Platz | Land                   | Gold | Silber | Bronze | Gesamt |
| ----- | ---------------------- | ---- | ------ | ------ | ------ |
| 1     | Deutschland            | 1    | –      | 1      | 2      |
| 2     | Italien                | 1    | –      | –      | 1      |
| 2     | Kanada                 | 1    | –      | –      | 1      |
| 4     | Schweiz                | –    | 1      | –      | 1      |
| 5     | Frankreich             | –    | –      | 1      | 1      |
| 5     | Vereinigtes Königreich | –    | –      | 1      | 1      |

### Medaillengewinner
| Konkurrenz | Gold                                                              | Silber                                                  | Bronze |
| ---------- | ----------------------------------------------------------------- | ------------------------------------------------------- | --- |
| Zweierbob  | Günther Huber, Antonio Tartaglia Pierre Lueders, David MacEachern | –                                                       | Christoph Langen, Markus Zimmermann                                                                                  |
| Viererbob  | Christoph Langen, Markus Zimmermann, Marco Jakobs, Olaf Hampel    | Marcel Rohner, Markus Nüssli, Markus Wasser, Beat Seitz | Bruno Mingeon, Emmanuel Hostache, Éric Le Chanony, Max Robert Sean Olsson, Dean Ward, Courtney Rumbolt, Paul Attwood |

## Ergebnisse
(alle Laufzeiten in Sekunden, Gesamtzeiten in Minuten)

### Zweierbob
| Platz | Land | Sportler                                           | 1. Lauf | 2. Lauf | 3. Lauf | 4. Lauf | Gesamt  |
| ----- | ---- | -------------------------------------------------- | ------- | ------- | ------- | ------- | ------- |
| 1     | ITA  | Italien I: Günther Huber, Antonio Tartaglia        | 54,51   | 54,29   | 54,17   | 54,27   | 3:37,24 |
| 1     | CAN  | Kanada I: Pierre Lueders, David MacEachern         | 54,56   | 54,28   | 54,16   | 54,24   | 3:37,24 |
| 3     | GER  | Deutschland I: Christoph Langen, Markus Zimmermann | 54,82   | 54,62   | 54,11   | 54,34   | 3:37,89 |
| 4     | CHE  | Schweiz II: Christian Reich, Cédric Grand          | 54,73   | 54,56   | 54,32   | 54,54   | 3:38,15 |
| 5     | LAT  | Lettland I: Sandis Prūsis, Jānis Elsiņš            | 54,91   | 54,52   | 54,29   | 54,52   | 3:38,24 |
| 6     | CHE  | Schweiz I: Reto Götschi, Guido Acklin              | 54,71   | 54,77   | 54,44   | 54,35   | 3:38,27 |
| 7     | USA  | USA II: Jim Herberich, Robert Olesen               | 54,91   | 54,70   | 54,46   | 54,46   | 3:38,53 |
| 8     | CZE  | Tschechien II: Pavel Puškár, Jan Kobián            | 54,99   | 54,60   | 54,46   | 54,54   | 3:38,59 |
| 9     | FRA  | Frankreich I: Bruno Mingeon, Emmanuel Hostache     | 54,80   | 54,65   | 54,55   | 54,62   | 3:38,62 |
| 10    | USA  | USA I: Brian Shimer, Garrett Hines                 | 54,88   | 54,79   | 54,42   | 54,66   | 3:38,75 |
| 11    | GER  | Deutschland II: Dirk Wiese, Marco Jakobs           | 54,83   | 54,66   | 54,63   | 54,76   | 3:38,88 |

1. und 2. Lauf: 14. Februar 1998

3. und 4. Lauf: 15. Februar 1998
38 Bobs aus 24 Ländern, davon 36 in der Wertung.

### Viererbob
| Platz | Land | Sportler                                                                           | 1. Lauf | 2. Lauf | 3. Lauf | Gesamt  |
| ----- | ---- | ---------------------------------------------------------------------------------- | ------- | ------- | ------- | ------- |
| 1     | GER  | Deutschland II: Christoph Langen, Markus Zimmermann, Marco Jakobs, Olaf Hampel     | 52,70   | 52,90   | 53,81   | 2:39,41 |
| 2     | CHE  | Schweiz I: Marcel Rohner, Markus Nüssli, Markus Wasser, Beat Seitz                 | 53,13   | 53,15   | 53,73   | 2:40,01 |
| 3     | FRA  | Frankreich I: Bruno Mingeon, Emmanuel Hostache, Éric Le Chanony, Max Robert        | 53,13   | 53,30   | 53,63   | 2:40,06 |
| 3     | GBR  | Großbritannien I: Sean Olsson, Dean Ward, Courtney Rumbolt, Paul Attwood           | 52,77   | 53,58   | 53,71   | 2:40,06 |
| 5     | USA  | USA I: Brian Shimer, Chip Minton, Randy Jones, Garrett Hines                       | 52,93   | 53,42   | 53,73   | 2:40,08 |
| 6     | LAT  | Lettland I: Sandis Prūsis, Egils Bojārs, Jānis Ozols, Jānis Elsiņš                 | 52,98   | 53,50   | 53,78   | 2:40,26 |
| 7     | CHE  | Schweiz II: Christian Reich, Steve Anderhub, Thomas Handschin, Cédric Grand        | 52,88   | 53,47   | 53,93   | 2:40,28 |
| 8     | GER  | Deutschland I: Harald Czudaj, Torsten Voss, Steffen Görmer, Alexander Szelig       | 53,12   | 53,50   | 53,70   | 2:40,32 |
| 9     | CAN  | Kanada I: Pierre Lueders, Ricardo Greenidge, Jack Pyc, David MacEachern            | 53,14   | 53,44   | 53,81   | 2:40,39 |
| 9     | AUT  | Österreich I: Hubert Schösser, Peter Leismüller, Erwin Arnold, Martin Schützenauer | 53,10   | 53,50   | 53,79   | 2:40,39 |
|       |      |                                                                                    |         |         |         |         |
| 18    | AUT  | Österreich II: Kurt Einberger, Thomas Bachler, Georg Kuttner, Michael Müller       | 53,92   | 53,83   | 54,39   | 2:42,14 |

1. Lauf: 20. Februar 1998

2. und 3. Lauf: 21. Februar 1998
32 Bobs aus 25 Ländern, davon 31 in der Wertung. Schlechtes Wetter führte dazu, dass der zweite Lauf am Eröffnungstag gestrichen werden musste; es gab somit nur drei Läufe.